# Loxospora elatina
Loxospora elatina är en lavart som först beskrevs av Erik Acharius, och fick sitt nu gällande namn av A. Massal. Loxospora elatina ingår i släktet Loxospora och familjen Sarrameanaceae.  Arten är reproducerande i Sverige. Inga underarter finns listade i Catalogue of Life.

## Källor

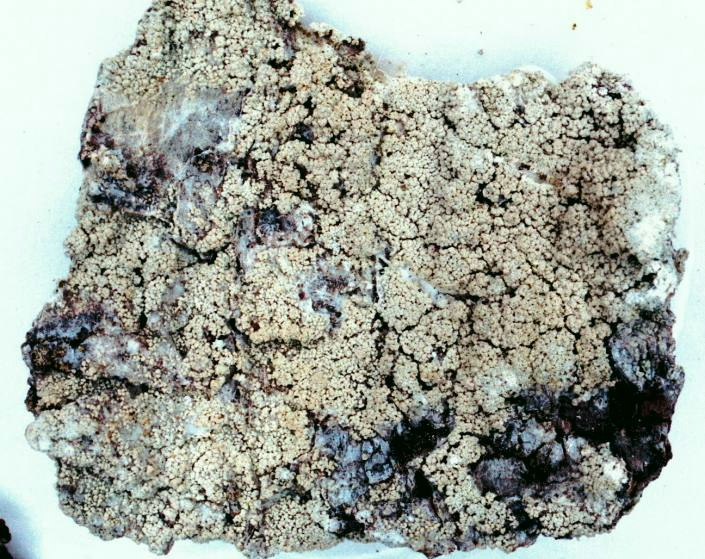
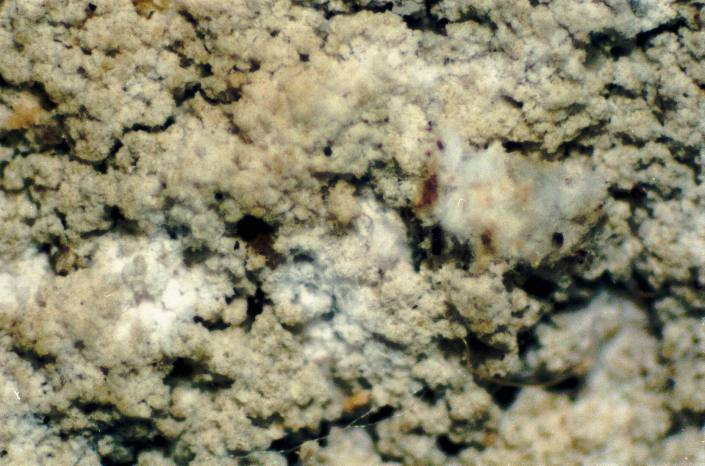
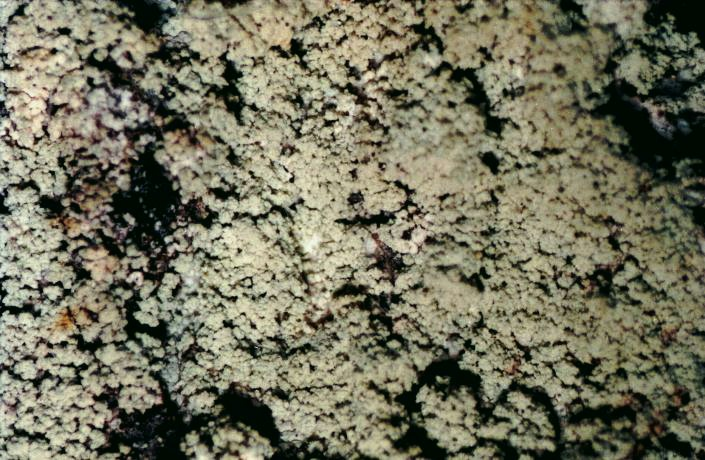
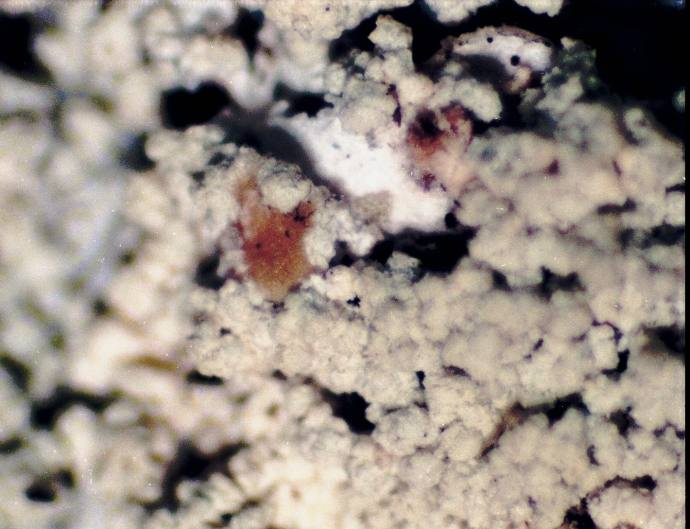
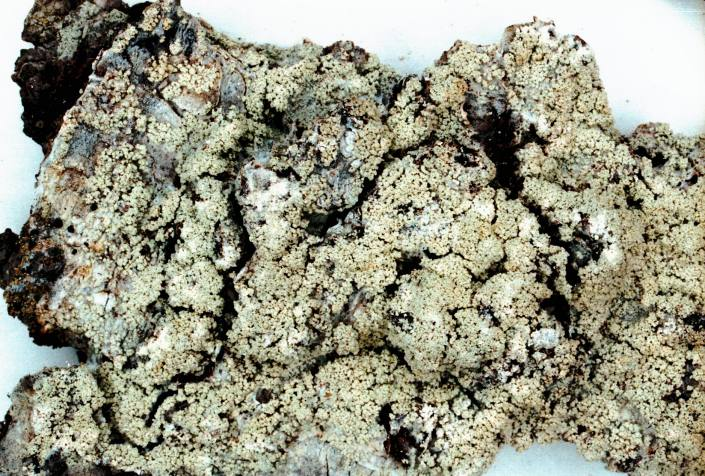